# Альверсуннский мост
Альверсуннский мост (норв. Alversund bru) — автодорожный висячий мост через залив Alverstraumen в коммуне Альвер, Вестланн, Норвегия. Является частью дороги Fv565 и соединяет острова Радёй (норв. Radøy) и Альверсунн (норв. Alversund).

## История
Мост был открыт 29 июня 1958 года. Это был первый платный мост в Западной Норвегии. В 1968 году, когда мост окупил себя, было решено продолжить взимать плату за проезд по мосту для финансирования строительства Нурхорландского моста (открыт в 1994 году). Из-за низкой пропускной способности (ширина проезжей части всего 4,2 м) было решено построить новый мост с северной стороны от существующего моста. По состоянию на март 2021 ведётся работа по зонированию участка строительства.

## Конструкция
Мост пятипролётный висячий. Схема разбивки на пролёты: 2×12,0 + 150,0 + 2×12,0 м. Общая длина моста составляет 198 м, ширина — 6,5 м. Балка жесткости пролётного строения — металлическая ферма, высота свода над водой 27 м. Пилоны моста монолитные железобетонные
Мост предназначен для движения автотранспорта и пешеходов. Проезжая часть шириной 4,2 м включает в себя одну полосу для движения автотранспорта. Сбоку расположен пешеходный тротуар, отделенный от проезжей части металлическим барьерным ограждением.